# Carex favratii
Carex favratii là một loài thực vật có hoa trong họ Cói. Loài này được Christ mô tả khoa học đầu tiên năm 1889.